# Negeta argentula
Negeta argentula är en fjärilsart som beskrevs av Pierre E.L. Viette 1976. Negeta argentula ingår i släktet Negeta och familjen trågspinnare. Inga underarter finns listade i Catalogue of Life.